# Cuyuni-Mazaruni
 (septembre 2022).
Si vous disposez d'ouvrages ou d'articles de référence ou si vous connaissez des sites web de qualité traitant du thème abordé ici, merci de compléter l'article en donnant les références utiles à sa vérifiabilité et en les liant à la section « Notes et références ».
Cuyuni-Mazaruni (Région 7) est l'une des régions du Guyana. Elle est située dans l'est du pays dans la zone de Guayana Esequiba revendiquée par le Venezuela. Ce territoire d'une superficie de 47 213 kilomètres carrés est bordé au nord par les régions de Barima-Waini, Îles d'Essequibo-Demerara Occidental et Pomeroon-Supenaam, la région du Pomeroon-Supenaam  à l'est par la région du Haut-Demerara-Berbice, par celle du  Potaro-Siparuni et par le Brésil au sud ainsi que par  le Venezuela à l'ouest. Avant la réforme administrative de 1980 la majeure partie de la zone appartenait au district de Mazaruni-Potaro.
Le centre administratif régional est Bartica, les autres localités d'importance étant Issano, Isseneru, Kartuni, Peters Mine, Arimu Mine, Kamarang, Keweigek, Imbaimadai, Tumereng et Kamikusa. La région compte 17 597 habitants

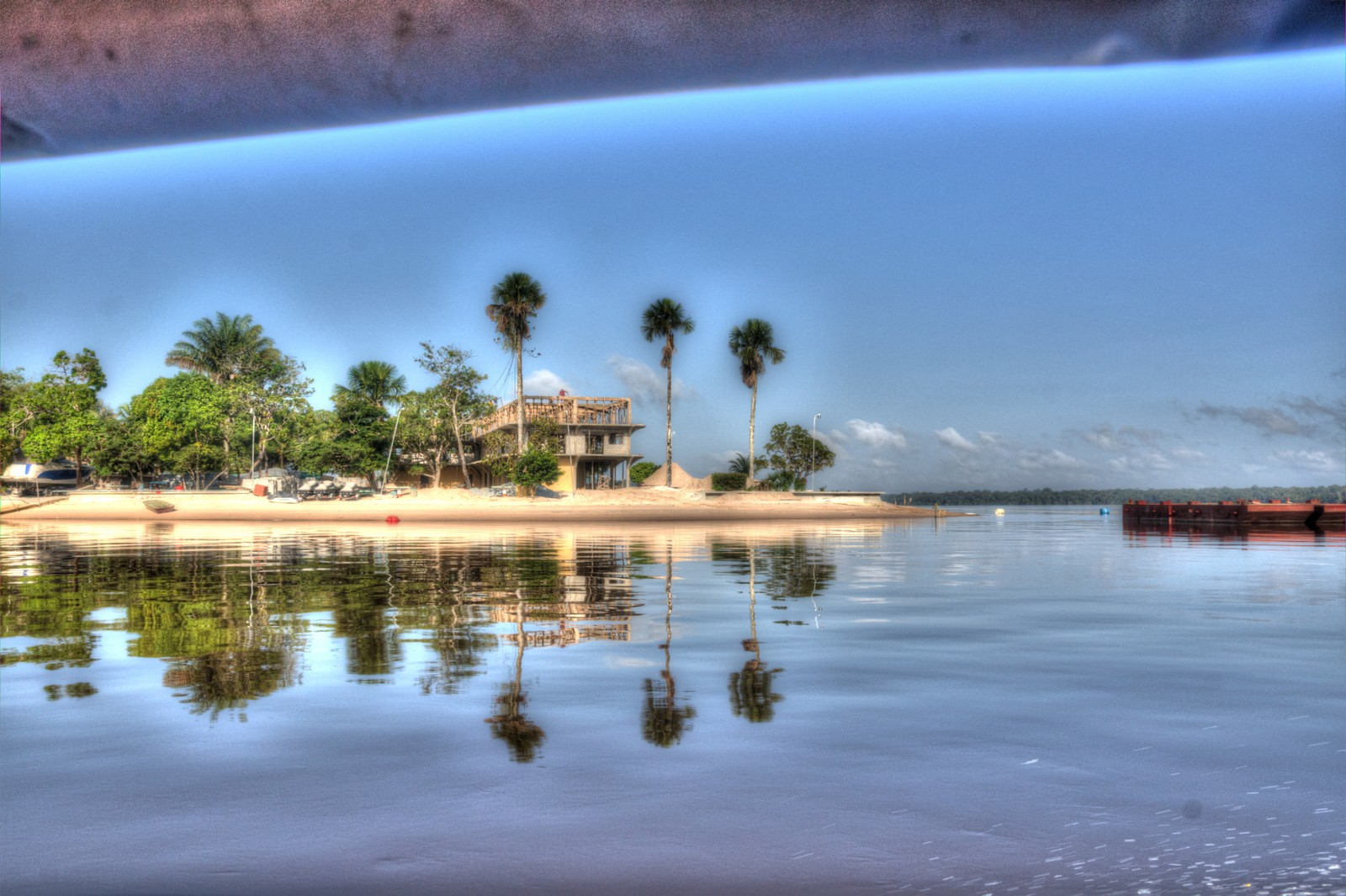
Vulture Resort

Les premiers Européens débarqués au Suriname furent les commerçants néerlandais qui fondèrent la colonie d'Essequibo, d'abord appelée Pomeroon, détruite par les indiens et les espagnols en 1596. Menés par Joost van der Hooge, les commerçants zélandais s'installèrent sur une île nommée Kyk-over-al dans l'estuaire, à 25 kilomètres de l'océan, sur la rivière Mazaruni juste avant le confluent avec le fleuve Essequibo. Ce site facilitait le commerce avec la population locale. 
Van der Hooge a ensuite retrouvé un vieux fort portugais, sur le site duquel il construisit un nouveau fort plus proche de l'océan, sur une île appelée Fort Hoog, de 1616 à 1621, appelé aussi Fort Kyk-over-al, qui devint en 1621 l'un des sièges de la Compagnie néerlandaise des Indes occidentales. Le fort devint en 1638 le siège de sa section zélandaise, et fut baptisé Nouvelle-Zélande, tout comme la colonie, où l'on cultivait cacao, indigo et coton, avec des colons de Middelburg, Veere et Flushing.